# شفتالوباغ السفلي (آق التين)
شفتالوباغ السفلی (بالفارسية: شفتالوباغ سفلی) هي قرية تقع في إيران في غلستان. يقدر عدد سكانها بـ 1,294 نسمة .